# にゃんこ大泥棒
にゃんこ大泥棒（にゃんこおおどろぼう・にゃんこだいどろぼう）は、PONOS株式会社によって開発されたリアルタイムストラテジーゲーム。2019年10月8日に配信開始。

## 概要
本作はにゃんこ大戦争に登場するネコが泥棒をするというゲーム。ネコの目標は大きく分けて3つある。
1. 他プレイヤーの城にある宝箱やネコダマを盗み、自城に持ち帰る事。
2. 他プレイヤーに宝箱を盗まれないように罠で撃退すること。
3. それらで手に入る大泥棒ポイントを貯めて、リーグを上げて伝説になること。

## 基本

### 攻める場合
- 攻めに入る際、ネコは盗みに出した五匹の内、一匹を選んで左右に5ヵ所ずつ存在する侵入口に送り出すことが出来る。侵入口から侵入したネコは、スワイプで移動しつつ、特殊なスキルや、知識などを生かして罠を回避していく。
- 上下移動や罠の作用により、音が響いた場合、ミニマップ上に表示される音の範囲内に警備わんこがいた場合、その部屋を目指して走ってくる。ネコが警備わんこに噛まれると牢屋に入ってしまい、そのネコが泥棒終了まで使えなくなる。更に牢屋に三匹のネコが入った場合、その時点で泥棒失敗となり、大泥棒ポイントを奪われ退散する。
- また、時間経過や罠の作用によりやる気が減って0になった場合も同様に大泥棒ポイントを奪われ退散する。
- そして、ネコ神様の間は常に半透明に見えており、通常時に通ればネコダマを盗むことが出来る。
- ネコダマの盗める数はやる気に関係し、1～3個のネコダマを入手可能である。
- ただし、泥棒失敗の場合ネコダマは没収となり、手には入らないので注意。
- 宝物庫につくと、タップでふすまを開けて、罠や装備品の入った宝箱を入手することができる。
- ただし、開けたものが宝物庫ではなくニセ宝物庫だった場合、中のふすまわんこに噛まれて牢屋送りになってしまう。
- 宝物庫で宝箱を入手すると、警報がなって侵入口が3～5ヵ所を残して閉じてしまう。
- また、警報がなっていると、開けていないニセ宝物庫から警備わんこがふすまわんことして増員され、更にネコ神様の間でネコダマが手に入らなくなる。
- 増員されて警備わんこの働きをするふすまわんこは、ニセ宝物庫と同じく1回発動でいなくなる。
- 宝箱を手に入れて、空いている侵入口から退散することで、泥棒成功となり、大泥棒ポイントと宝箱を奪って更にネコダマを持ち帰る事ができる。
- また、ネコにはドロンという技があり、これを使用すると一定時間硬直後退出できる。
- これを使用するとやる気が最大やる気の1割(小数点以下切り捨て) 回復する。ただし、硬直中にダメージを受けた場合、ドロンは強制的に解除されてしまう。
- また、小判が落ちている部屋の小判を持って泥棒成功すれば、小判を入手できる。

### 守る場合
- 何も対策しないと他プレイヤーに盗みに入られてしまうため、各プレイヤーは防衛を設定しなければいけない。35コストで最大12個の罠を設置することができる。
- また、ニセ宝物庫や警備わんこ、宝物庫やネコ神様の間は設置数に含まれず、撤去することが出来ない。
- 空き缶など音が鳴る罠や、まきびしなどダメージ主体の罠もある。また、プレビューというボタンを押せば、配置のテストプレイをすることが出来る。

### リーグ
- 防衛や泥棒が成功すると、大泥棒ポイントが手に入る。その大泥棒ポイントが貯まると、リーグが上がっていき、新しく装備品や罠が開放される。リーグ8になるのが、このゲームの最終目標である。

### 服と装飾
- ネコにはそれぞれ、服と装飾を装備することが出来る。これらをこの記事ではまとめて装備品と言っている。
- これらを着用することにより、チーム全体のやる気や上下、左右それぞれの移動速度に補正をかけることが出来る。
- また、服には激レアなプレミア装備というものがあり、プレミア装備は特定の罠の効力を軽減することが出来る。
- ただし、プレミア装備を持っていても元の通常装備を持っていないと着ることが出来ない。

### レア度とLVUP
- 服と装飾、そして罠にはレア度があり、ノーマル、レア、激レア、超激レアがある。
- それらを手に入れた際、宝箱と中身のレア度に応じてXPを手に入れることができるが、超激レアの罠はXPが1で固定されている（宝箱がレアなほどXPが高い、中身がレアなほどXPが低い）。
- XPを一定数貯めると、XPと小判を消費してLVを上げることができる。必要なXPの数量はレア度によって変わり、レア度が高いほど必要XPが低い。

### ネコ商店
- 小判、ネコカン、リアルマネー、フレンドPを使用して色々な物を購入出来る。
- 日替わりコーナーの中には大量の小判と交換で新規の罠や新規の服が手に入る場合もある。
- また、日替わりコーナーには無料配布がある。

### フレンド
- フレンドを作ると、フレンドチケットを消費してお助けバトルが出来る。
- お助けバトルは、普段より難易度が上がる代わりに先攻、後攻に分かれて攻める事ができる。
- 後攻は先攻の動画を見る事ができ、その情報を元に攻める事ができる。
- お助けバトルでは大泥棒PではなくフレンドPが手に入る。
- また、お助けバトルのネコダマはフレンドPの獲得量を増やす事ができる。

### ニャンチケハント
- にゃんこチケットやレアチケットを使って仲間を増やせるのがニャンチケハント。
- 様々なスキルを持ったレアなネコを手に入れて攻めやすくしよう。
- ニャンチケバトルでにゃんこチケットやレアチケットは手に入る。

### 色々な大泥棒バトル
- 大泥棒バトルは一つではない。
- 一番オーソドックスで宝箱とネコダマが手に入る大泥棒バトル。
- 仲間を増やすのに必要なにゃんこチケットやレアチケットを手に入れるニャンチケバトル。
- 連勝して豪華報酬を手に入れるチャレンジバトル。
- フレンドと強力してフレンドPを手に入れるフレンドバトル。
- などがある。
- 大泥棒バトル以外ではネコダマは宝箱のランクを上げて報酬のランクを上げる効力を持つ。

### ネコ神様とネコダマ
- ネコダマは、ネコたちに様々な効果を与える事ができる強化素材。
- そしてネコ神様は、それを守る守り神であり、ネコダマを管理する役割もある。
- また、ネコ神様が抱いているネコ神石にネコダマを3つはめると、ネコダマの合成が可能。合成結果の候補が1～2個出来る。